# Songs of the Century
La Songs of the Century è una lista di canzoni nata dall'iniziativa della Recording Industry Association of America, della National Endowment for the Arts e della Scholastic che mira a promuovere una migliore comprensione del patrimonio musicale e culturale statunitense. A centinaia di elettori, tra i quali molti noti personaggi del mondo della musica e dei media, insegnanti e studenti, è stato chiesto nel 2001 di scegliere le canzoni (non necessariamente statunitensi) del XX secolo con significato storico. Gli elettori sono stati selezionati dalla RIAA, anche se solo il 15% dei 1.300 elettori selezionati ha risposto.

## La lista
L'elenco delle 25 canzoni, in ordine di voti ricevuti. Ogni canzone è seguita dal nome dell'artista che ha effettuato la registrazione.
| Posizione | Titolo                             | Artista                              | Anno |
| --------- | ---------------------------------- | ------------------------------------ | ---- |
| 1         | "Over the Rainbow"                 | Judy Garland                         | 1939 |
| 2         | "White Christmas"                  | Bing Crosby                          | 1942 |
| 3         | "This Land Is Your Land"           | Woody Guthrie                        | 1940 |
| 4         | "Respect"                          | Aretha Franklin                      | 1967 |
| 5         | "American Pie"                     | Don McLean                           | 1971 |
| 6         | "Boogie Woogie Bugle Boy"          | The Andrews Sisters                  | 1941 |
| 7         | West Side Story (Album)            | Leonard Bernstein e Stephen Sondheim | 1957 |
| 8         | "Take Me Out to the Ball Game"     | Billy Murray                         | 1908 |
| 9         | "You've Lost That Lovin' Feelin'"  | The Righteous Brothers               | 1964 |
| 10        | "The Entertainer "                 | Scott Joplin                         | 1902 |
| 11        | "In the Mood"                      | Glenn Miller Orchestra               | 1940 |
| 12        | "Rock Around the Clock"            | Bill Haley & His Comets              | 1954 |
| 13        | "When the Saints Go Marching In"   | Louis Armstrong                      | 1938 |
| 14        | "You Are My Sunshine"              | Jimmie Davis                         | 1939 |
| 15        | "Mack the Knife"                   | Bobby Darin                          | 1959 |
| 16        | "(I Can't Get No) Satisfaction"    | The Rolling Stones                   | 1965 |
| 17        | "Take the "A" Train"               | Duke Ellington Orchestra             | 1941 |
| 18        | "Blueberry Hill"                   | Fats Domino                          | 1956 |
| 19        | "God Bless America "               | Kate Smith                           | 1938 |
| 20        | "Stars and Stripes Forever"        | Sousa's Band                         | 1897 |
| 21        | "I Heard It Through the Grapevine" | Marvin Gaye                          | 1968 |
| 22        | "(Sittin' on) the Dock of the Bay" | Otis Redding                         | 1967 |
| 23        | "I Left My Heart in San Francisco" | Tony Bennett                         | 1962 |
| 24        | "Good Vibrations"                  | The Beach Boys                       | 1966 |
| 25        | "Stand by Me"                      | Ben E. King                          | 1961 |